# ポーランド海軍艦艇一覧
ポーランド海軍艦艇一覧は、ポーランド共和国海軍が過去保有した、または現在保有する、または将来保有する予定の、未完成・計画中止を含めた歴代艦艇一覧である。
凡例

## 現有勢力（2011年現在）
- 国防予算：86億3,000万ドル（＋9,000万ドル）
- 海軍人員：1万名（-4,100名）
- 艦船隻数：56隻（+2隻）

潜水艦×5
フリゲート×2
コルベット×6（+2）
戦車揚陸艦×5
揚陸艇×3
掃海艇×20
揚陸指揮艦×1（+1）
測量艦×2
測量艇×2
情報収集艦×2
練習艦×2
給油艦×2
補給支援艦×0（-1）
救難艦×2
救難艇×2
- 航空機数：41機（-12機）

艦載ヘリコプター×4
陸上固定翼機×12（-9）
陸上ヘリコプター×25（-3）
- コースト・ガード：船艇11隻、航空機3機

## 艦艇一覧（近代海軍以前）

### 蒸気航走艦

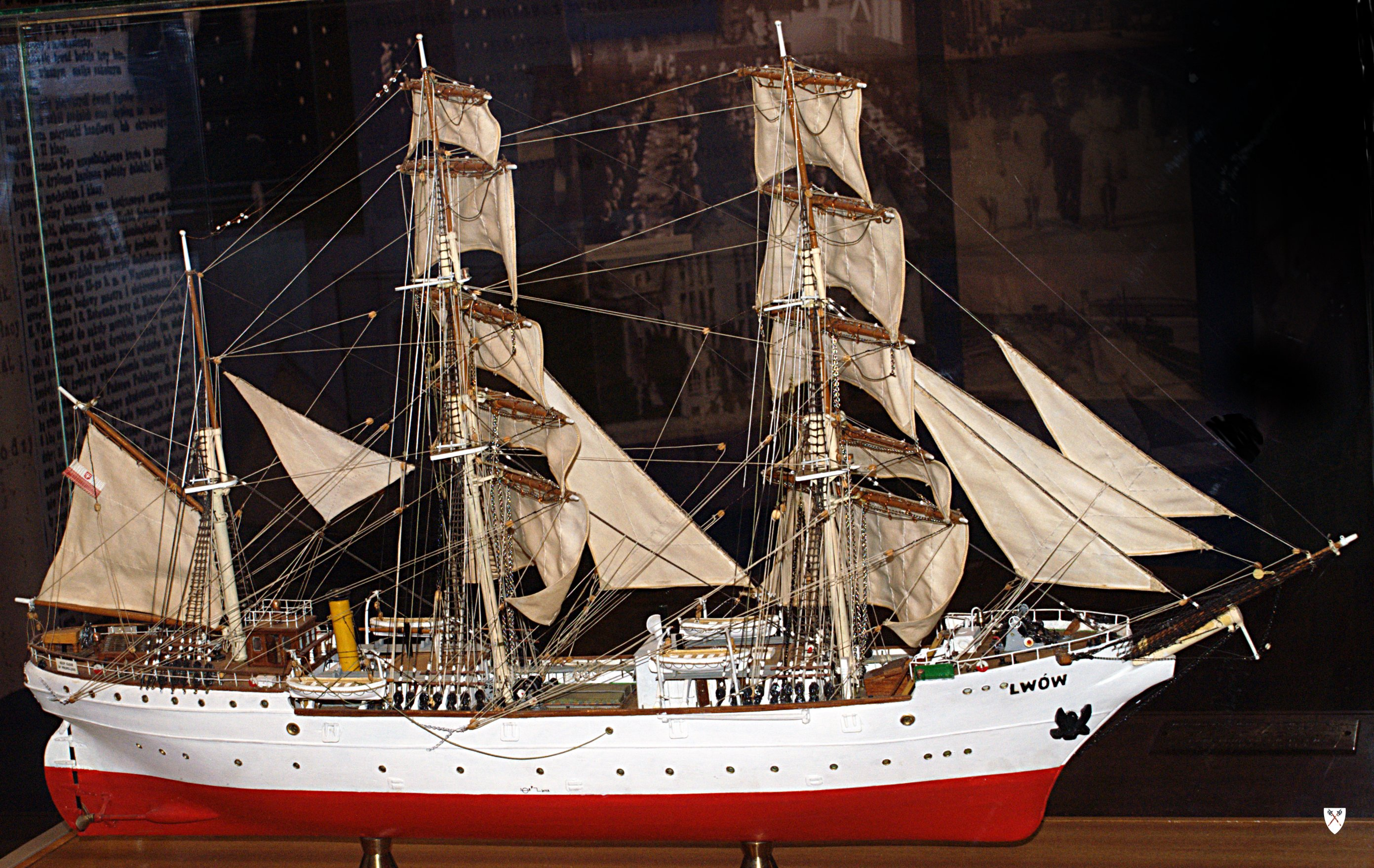
ルヴフの模型

- ルヴフ（Lwów）[2] - 1863年、0門

## 艦艇一覧（近代海軍）

### 主力艦

#### 戦艦
モニター艦

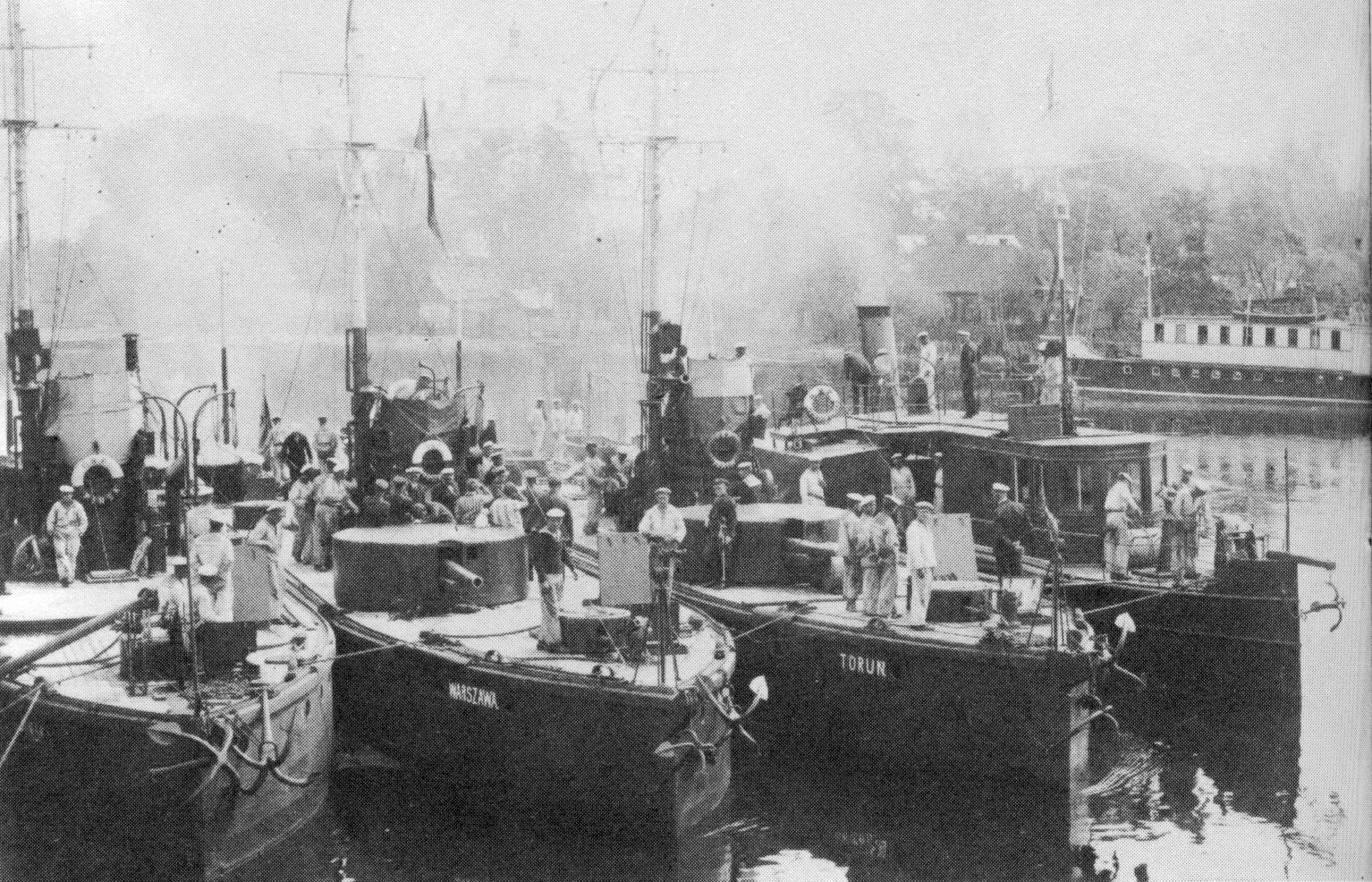
モニター艦ピンスク

- B級（グダニスク級） - 4隻 ※ River Monitor

ワルシャワ（Warszawa）、ホロディシュチェ（Horodyszcze）、ピンスク（Pińsk）、トルニ（Toruń）
- クラクフ級 - 2隻

クラクフ（Kraków）、ヴィルノ（Wilno）

### 水上戦闘艦

#### 巡洋艦

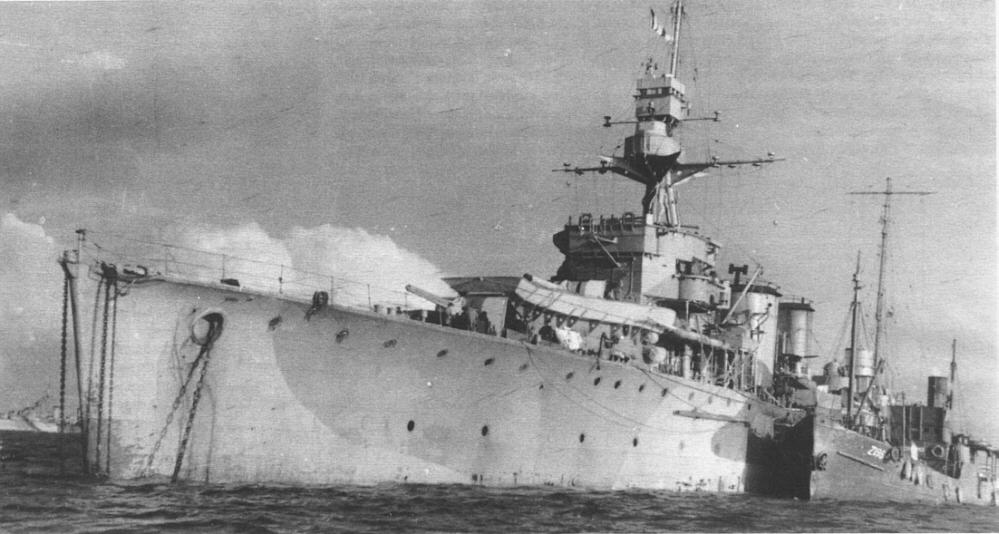
軽巡洋艦「ドラゴン（ORP Dragon）

- コンラッド級[4]
  - コンラト[5]、ドラゴン（英語版）

#### 駆逐艦
大戦間の駆逐艦
- ブルザ級 - 2隻

ブルザ（Burza）、ヴィヘル（Wicher）
- グロム級駆逐艦
  - グロム、ブリスカヴィツァ
- ウーラガン 元フランス駆逐艦ウーラガン
- ガルラント 元イギリスG級駆逐艦ガーランド
- ピオルン 元イギリスN級駆逐艦ネリッサ
- オルカン 元イギリスM級駆逐艦ミュルミドン
- シウォンザク 元イギリスハント級駆逐艦ビデイル
- クヤヴャク 元イギリスハント級駆逐艦オークレイ
- クラコヴャク 元イギリスハント-II級駆逐艦シルヴァートン
- 30-bis号計画型駆逐艦
  - ヴィヘル[6]、グロム[7]
- ワルシャワ（初代） 元ソ連駆逐艦スプラヴェドリーヴイ
- ワルシャワ（2代） 元ソ連大型対潜艦スメールイ

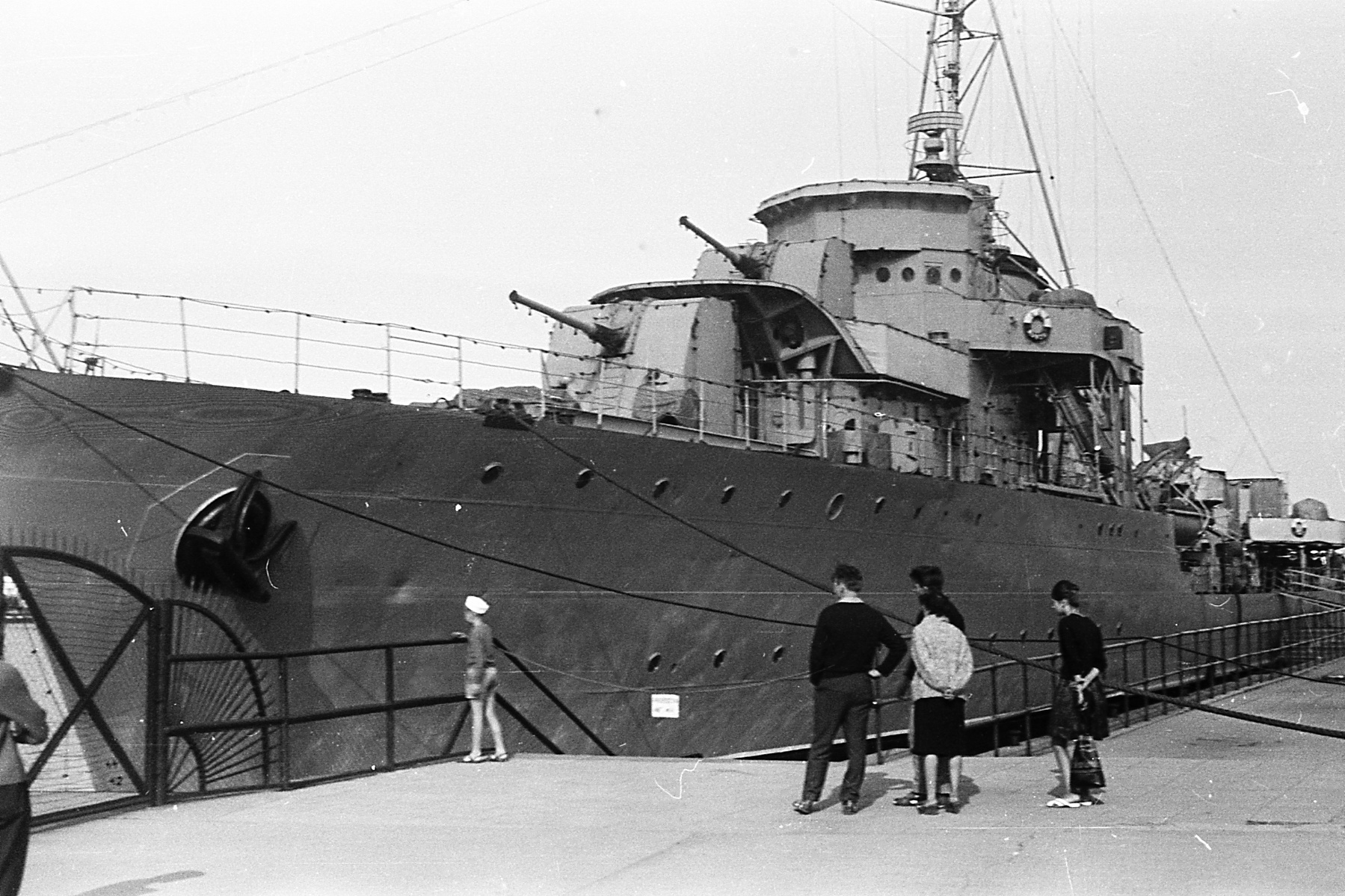
左舷からの駆逐艦ブルザ
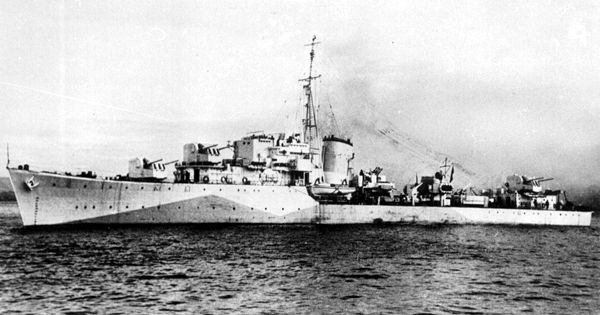
左舷からの駆逐艦オルカン
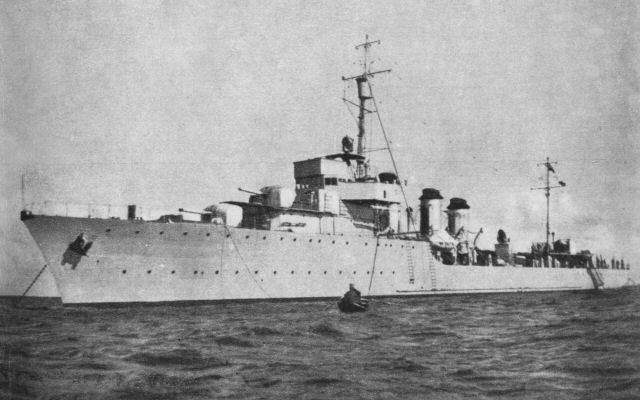
左舷からの駆逐艦ヴィヘル
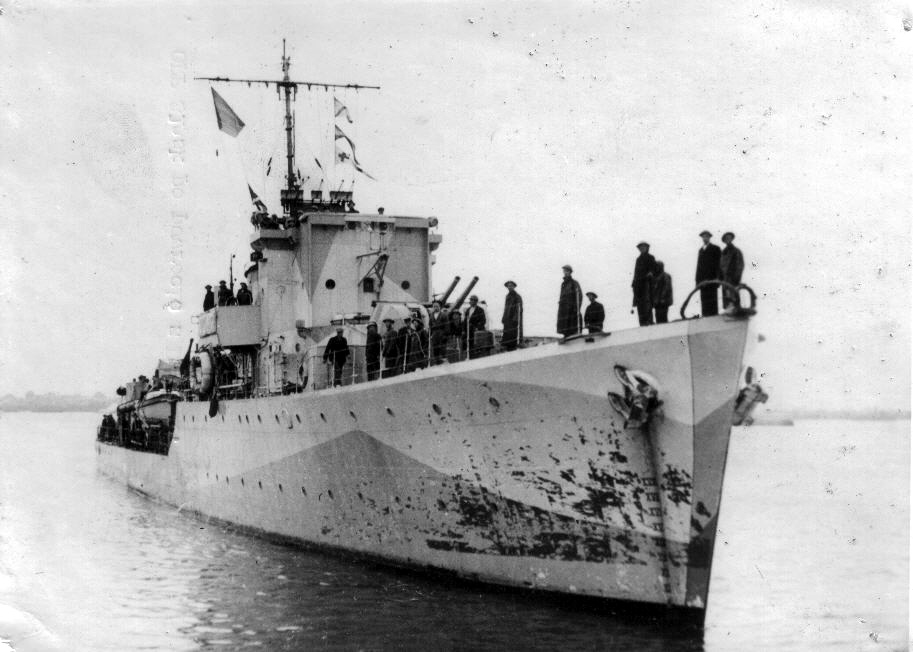
艦首からのシウォンザク
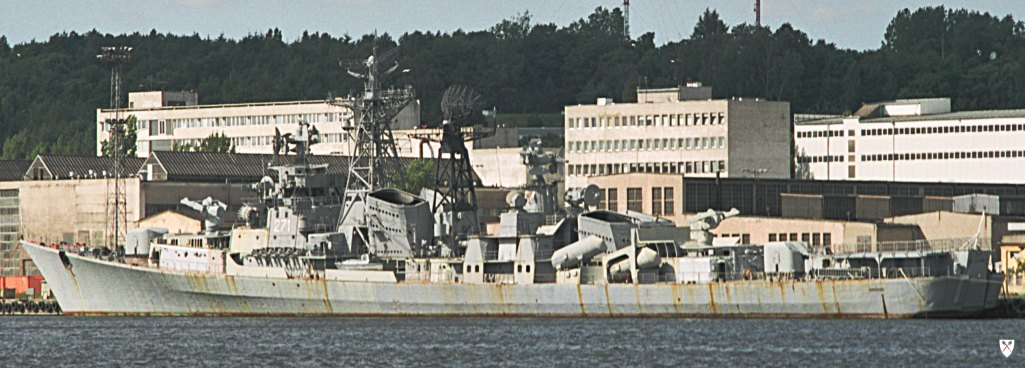
駆逐艦ワルシャワ

#### フリゲート
- オリバー・ハザード・ペリー級ミサイルフリゲート
  - ゲネラウ・タデウシュ・コシチュシュコ
  - ゲネラウ・カジミェシュ・プワスキ

#### コルベット
- 1241RE号計画「モウニヤ」型大型ミサイル艇（タランタル級コルベット）
  - グルニク
  - フトニク
  - メタロヴィェツ
  - ロルニク
- 620型警備艦 
  - カシュプ
- 621型コルベット
  - ガヴロン
- 660型ミサイル艇（151型「ザスニッツ級」ミサイル艇）
  - オルカン
  - ピョルン
  - グロム

### 潜水艦

#### 通常動力型潜水艦
WW IIまでの潜水艦
- ヴィルク級潜水艦 - 3隻

ヴィルク(Wilk)
ジク(Zbik)
エレイシュ(Rys)
- オジェウ級潜水艦 - 2隻

オジェウ(Orzeł)
センプ(Sęp)
- S級潜水艦(英)

ヤーストクシャンプ(Jastrząb) ※旧『S-25』
- U級潜水艦(英)

ソクウ(Sokół) ※旧『アーキン (Urchin)』
ヂク(Dzik) ※旧『P.52』
WW II後の潜水艦
- ウィスキー型潜水艦(ソ)

オジェウ(Orzeł)
ソクウ(Sokół)
ビエリク(Bielik)
コンドル(Kondor)
- フォックストロット型潜水艦(ソ)

ヴィルク(Wilk)
ヂク(Dzik)
- M型潜水艦(ソ) ※すべてM-XV型

カシュブ(Kaszub)
シロンザク(Ślązak)
クールプ(Kurp)
クラコビアーク(Krakowiak)
マズル(Mazur)
クヤヴィアク(Kujawiak)
- キロ型潜水艦(ソ)

オジェウ(Orzeł)
- コッベン級潜水艦(ノ)

センプ(Sęp) ※旧『S-306』
ソクウ(Sokół) ※旧『S-309』
ビエリク(Bielik) ※旧『S-308』
コンドル(Kondor) ※旧『S-319』

### 機雷戦艦艇

#### 機雷敷設艦
- グルィフ

#### 掃海艦艇
掃海艦
- コルモランII型（258型） - 6隻[8]

コルモラン（601 Kormoran）、アルバトロス（602 Albatros）、メワ（603 Mewa）、ヤスコウカ（604 Jaskółka）、リビトヴァ（605 Rybitwa）、チャイカ（606 Czajka）
掃海艇
- 旧・独『FM』級 - 4隻

チャイカ（Czajka）、ヤスクウカ（Jaskółka）、メヴァ（Mewa）、ルィビトヴァ（Rybitwa）

### 両用戦艦艇

#### 揚陸艦艇
戦車揚陸艦 （LST ）
- ルブリン級 - 5隻

ルブリン(Lublin)、グニェズノ(Gniezno)、クラコウ(Krakow)、ポズナン(Poznan)、トルン(Torun)

### 哨戒艦艇

#### 哨戒・警備艦艇
砲艦
- 旧・露『ヴォドレース』級 - 2隻

ゲネラウ・ハルレル（Generał Haller）、コメンダント・ピウスツキ（Komendant Piłsudski）
哨戒艇
- ムィシリヴィ（Myśliwy）[15]

- 各型 - 6隻 ※ Armed Paddle Steamer（River Flotilla）

Admiral Sierpinek、ゲネラウ・ソスンコフスキ（Generał Sosnkowski）、ゲネラウ・シコルスキ（Generał Sikorski）、Hetman Chodkiewicz、Admiral Dickman、Generał Szeptycki
- Wawel級 - 5隻 ※ Armed Paddle Steamer（River Flotilla）

Wawel、Stefan Batory、Hetman Zólkiewski、Neptun、Kilinski
水雷艇
- 旧・独『V105』級 - 2隻

マズル（Mazur）、カシュプ（Kaszub）
- 旧・独『A56』級 - 4隻

シウォンザク（Ślązak）、クラコヴャク（Krakowiak）、クヤヴャク（Kujawiak）、ポトハラニン（Podhalanin）

### 補助艦艇

#### 補給艦艇
輸送船・運送船
- 各型 - 8隻

モニュシュコ（Moniuszko）、ネプトゥン（Neptun）、ステファン・バトルィ（Stefan Batory）、ヴァヴェル（Wawel）、ソヴィェスキ（Sovieski）、ミニステル（Minister）、アンジェイ・ザモイスキ（Andrzej Zamojski）、Wilja

#### 練習艦艇
練習艦

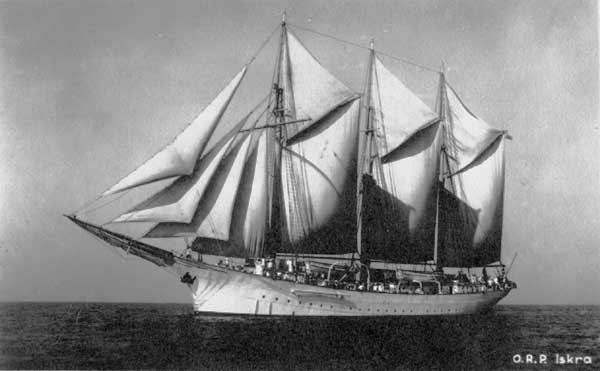
練習艦イスクラ

- Kral Wladisllaw IV  - 1隻
- イスクラ（Iskra） - 1隻

#### その他
測量艦・調査船
- ポモジャニン（Pomorzanin）[22] - 1隻

情報収集艦
- ナヴィガトル級情報収集艦
- ピャスト級情報収集艦
- デルフィン型情報収集艦 - 0隻（1隻建造中）[23]

イェジ・ルジツキ（261 ORP Jerzy Różycki）
曳船
- 各型 - 4隻

カストル（Castor）、ポルクス（Polluks）、クラクス（Krakus）、ヴァンダ（Wanda）、